# دورا لووی
دورا لووی (انگلیسی: Dóra Lőwy؛ زادهٔ ۲۸ ژوئن ۱۹۷۷) بازیکن هندبال اهل مجارستان است.